# Mas Oller (Riudarenes)
El Mas Oller és una masia gòtica de Riudarenes (Selva) inclosa a l'Inventari del Patrimoni Arquitectònic de Catalunya.

## Descripció
Edifici de tres plantes i coberta a dues aigües i cornisa catalana. El portal és d'arc rebaixat i al capdamunt té una finestra gòtica d'arc conopial lobulat amb les impostes decorades. La resta de les finestres estan emmarcades amb pedra amb l'ampit motllurat. Enganxat a la façana trobem el pou, amb les parets exteriors arrebossades. Al costat dret hi ha un annexa que serveix de porxo per guardar-hi eines. Els cairats i les bigues d'aquest porxo són de fusta i les pilastres que el sostenten de rajols. Està format per dos grans finestrals a la part de dalt i dues grans portes de fusta tapen l'entrada de la part de baix. Té tres grans contraforts.
A l'altre costat de l'edifici principal, a l'esquerre, hi ha un cos adossat de dos plantes amb obertures emmarcades amb pedra, realitzat més tardanament. I al darrere també hi ha altres construccions adossades i un pati interior. Són ampliacions que s'han fet al llarg del temps, segons les necessitats del moment.